# Skalna umetnost v provinci Ha'il
Skalna umetnost v provinci Ha'il (arabsko الفنون الصخرية في منطقة حائل) je četrto območje v Saudovi Arabiji, ki je vpisano na Unescov seznam svetovne dediščine.

## Lega
Območje svetovne dediščine je v notranjosti Saudove Arabije v puščavi Nefud. Skalne rezbarije so na skalah, ki štrlijo iz peščene puščave. Svetovna dediščina je sestavljena iz dveh delov, ki sta med seboj oddaljena približno 230 kilometrov:
- Gora Džebel Um Sinman (arabsko جبل أم سنمان, DMG Ǧabal Umm Sinmān) pri Jubba (28°0′34″N 40°54′49″E / 28.00944°N 40.91361°E)
- Gore Džebel al-Mandžor (arabsko جبل المنجور, DMG Ǧabal al-Manǧūr) in Džebel Raat (arabsko جبل راطا, DMG Ǧabal Rāṭā) pri Šuvajmisu (26°9′30″N 39°53′34″E / 26.15833°N 39.89278°E)

Džebel Um Sinman je v notranjosti province Ha'il; Džebel al-Mandžor in Džebel Raat sta bolj proti jugozahodu, prav na meji med provincama Ha'il in Medina. Starodavno prebivalstvo je pustilo sledi svojih mimoidočih v petroglifih na površini skale, ki hranijo 8000 let zgodovine.
Komisija je na svoji 39. seji izbrala lokacijo skupaj z dvema različnima lokacijama. Ker je bilo to mesto dodano na Unescov seznam svetovne dediščine, si je saudska komisija za turizem prizadevala za nadaljnjo zaščito kulturnega območja. Ta prizadevanja vključujejo povečanje varovalnega pasu, prebarvanje in opremljanje petroglifov, razvoj sistema za spremljanje in več.

## Merila za vpis
Skalna umetnost v provinci Ha'il je bila vpisana po dveh kriterijih.
Merilo I
Izjemno veliko je petroglifov, narejenih s preprostimi kamnitimi kladivi. Kažejo izjemno ustvarjalno moč v ozadju okoljskih razmer, ki se počasi slabšajo.
Merilo III
Vklesane skale so edinstven dokaz izzivov, s katerimi so se morale soočiti pretekle civilizacije zaradi podnebnih katastrof. Rezbarije na gori Džebel al-Mandžor in gori Džebel Raat izjemno pričajo o pretekli družbi, ki je pustila podrobne zapise o svojem življenju.

## Opis in zgodovina

### Džebel Um Sinman
Vklesane skale v Džebel Um Sinmanu so večinoma na vzhodni strani gore, ki je 1264 metrov nad morsko gladino in se dviga več kot 400 metrov nad puščavo. Vzdolž gore se je raztezalo sladkovodno jezero, ki je bilo v času največjega razmaha veliko 20 × 5 kilometrov. Sredi holocena se je začela faza dezertifikacije, ki je privedla do nastanka današnjih puščav na Arabskem polotoku. Jezero in kasneje oaza Džuba je bilo edino mesto, kjer je bila voda in je tako ponujalo življenjski prostor za življenje živali in ljudi. Ljudje so se morali postopoma prilagajati spreminjajočim se razmeram. To spremembo in spremembo v načinu življenja ljudi lahko razberemo iz upodobljenih motivov skalnih rezbarij. Iz njih je mogoče sklepati o verskih, družbenih, kulturnih in filozofskih pogledih ter o konceptih življenja in smrti ljudi, ki so risali.
Skale so nastajale v obdobju 10.000 let v treh fazah: neolitik, bronasta doba in železna doba. Najstarejše neolitske risbe prikazujejo živali, kot so kozorogi, obraze, človeške figure, kot so lovci, vremenske pojave, božanstva, po udomačitvi živali pa so jim dodali še risbe domačih živali. Primer tega je 3500 let stara upodobitev konja, ki vleče voz. Pred približno 3000 leti je jezero presahnilo in kamele so postale glavna živina prebivalcev, tako da so postale pomemben motiv tistega časa. Iz tega obdobja so tudi napisi v tamudščini in arabščini.

### Džebel al-Mandžor in Džebel Raat
Gori ležita na dolini, po kateri je v zgodnjem holocenu tekla voda. Domnevajo, da se je dolina v srednjem holocenu izsušila in posledično ni bila več stalno poseljena, ampak so jo ljudje redno obiskovali. Na stotine kamnitih umetnin je pritrjenih na 5 do 10 metrov velike bloke peščenjaka, ki so skozi čas postopoma drseli po pobočju. Posledično slike niso več v vseh primerih pokončne, včasih so bile dodane dodatne slike v novi orientaciji, nekateri bloki pa so tudi polomljeni. Najdeni so bili tudi kamniti predmeti iz neolitika.

## Zaščita
Območje svetovne dediščine je zaščiteno z zakonom. Za ohranitev je odgovoren Regionalni urad za starine in muzeje v Ha'ilu. Saudska komisija za turizem in nacionalno dediščino ima podružnico v Ha'ilu, ki je odgovorna za upravljanje območij. Na obeh lokacijah so zaščitne ograje in varnostniki.